# Saison 3 de Blue Bloods
Chronologie
Saison 2 Saison 4
Cet article présente le guide des épisodes de la troisième saison de la série télévisée américaine Blue Bloods.

## Distribution de la saison

### Acteurs principaux
- Tom Selleck (VF : Jacques Frantz) : Francis « Frank » Reagan
- Donnie Wahlberg (VF : Loïc Houdré) : Daniel « Danny » Reagan
- Bridget Moynahan (VF : Françoise Cadol) : Erin Reagan-Boyle
- Will Estes (VF : Anatole de Bodinat) : Jamison « Jamie » Reagan
- Len Cariou (VF : Thierry Murzeau) : Henry Reagan
- Jennifer Esposito (VF : Malvina Germain) : Jackie Curatola, coéquipière de Danny (épisodes 1 à 7)
- Amy Carlson (VF : Josy Bernard) : Linda Reagan, femme de Danny
- Sami Gayle (VF : Adeline Chetail) : Nicole « Nicky » Reagan-Boyle, fille de Erin Reagan-Boyle récemment divorcée

### Acteurs récurrents et invités
- Tony Terraciano (VF : Mathéo Dumond) : Jack Reagan, fils de Danny et Linda Reagan
- Andrew Terraciano (VF : Valentin Cherbuy) : Sean Reagan, fils de Danny et Linda Reagan
- Gregory Jbara (VF : Jean-François Kopf) : Garrett Moore, Chef Adjoint à l'Information
- Nicholas Turturro (VF : Mark Lesser) : Sergent Anthony Rizulli
- Abigail Hawk (VF : Catherine Cipan) : Détective Abigail Baker
- Robert Clohessy (VF : Serge Blumenthal) : Sergent Gormley (10 épisodes)
- David Ramsey (VF : Daniel Lobé) : Maire Carter Poole (5 épisodes)
- Sebastian Sozzi (VF : Philippe Bozo) : Vinny Cruz[1] (13 épisodes)
- Marisa Ramirez (VF : Magali Barney) : Détective Maria Baez[2] (dès l'épisode 17)
- Michael Madsen : Benjamin Walker[1] (épisode 1)
- Peter Hermann (VF : Constantin Pappas) : John « Jack » Boyle[3] (épisodes 3 et 12)
- Megan Ketch (en) (VF : Sylvie Jacob) : l'inspecteur Kate Lansing (épisodes 7 à 12)
- Chazz Palminteri : Angelo Gallo[4] (épisode 9)
- Annabella Sciorra : Dr Grace Meherin[5] (épisode 11)
- Nestor Serrano : Capitaine Derek Elwood (épisode 12)
- Megan Boone : Candice[6] (épisodes 13 et 14)
- Ato Essandoh (VF : Christophe Lemoine) : Révérend Potter (épisode 13)
- Mark Moses : Curtis Swint[7] (épisode 13)
- Eric Mabius : Richard Rorke[8] (épisode 16)
- Kamar de los Reyes (en) : Santana[9] (épisodes 22 et 23)

## Diffusion
- En Belgique, la saison a été diffusée sur RTL-TVI du 6 septembre 2013 au 15 novembre 2013.
- En France, la saison a été diffusée sur M6 du 9 juillet 2016 au 6 août 2016.

## Épisodes

### Épisode 1:Au nom des miens
- États-Unis /  Canada : 28 septembre 2012 sur CBS[10] / CTV
- Belgique : 6 septembre 2013 sur RTL-TVI
- France : 9 juillet 2016 sur M6

- États-Unis : 11,222 millions de téléspectateurs[11]
- Canada : 1,701 million de téléspectateurs[12]

- Gregory Jbara (Garrett Moore)
- Nick Turturro (Sergent Anthony Renzulli)
- Abigail Hawk (Détective Abigail Baker)
- Sebastian Sozzi (Vinny Cruz)
- Corbin Bleu (Officier Blake)
- Michael Madsen (Benjamin Walker)
- Murphy Guyer (en) (Sam Ellis)
- Christopher Domig (Charles Zappa)
- Marcella Lowery (Mrs. Greer)
- Kristen Adele (Fille de Mr Greer)
- Brian D. Coats (Dispatcher)
- Jeff Wincott (Capitaine Mancuso)
- Michael Gibson (Jack)
- John Rue (Chef de Département)

### Épisode 2:Au-dessus des lois
- États-Unis /  Canada : 5 octobre 2012 sur CBS / CTV
- Belgique : 6 septembre 2013 sur RTL-TVI
- France : 9 juillet 2016 sur M6

- États-Unis : 9,77 millions de téléspectateurs[13] (première diffusion)
- Canada : 1,434 million de téléspectateurs[14]

- Gregory Jbara (Garrett Moore)
- Richard Burgi (Conseiller Mancini)
- Lili Mirojnick (Angela Ferrera)
- Mike Houston (Policier en Uniforme)
- Raquel Almazan (Urgentiste)
- Rosemary DeAngelis (Mrs. Goldfarb)
- Chris Tardio (Kevin Carr)
- Kelcy Griffin (Secrétaire Renee James)
- Paul Calderon (Lieutenant Martinez)
- Robin Campbell (Infirmière Nora Moran)
- Ken Arnold (Fat Cat)
- Jenny Mercein (Personnalité mondaine)

### Épisode 3:La Solution des lâches
- États-Unis /  Canada : 12 octobre 2012 sur CBS / CTV
- Belgique : 13 septembre 2013 sur RTL-TVI
- France : 9 juillet 2016 sur M6

- États-Unis : 10,53 millions de téléspectateurs[15]
- Canada : 1,709 million de téléspectateurs[16]

- Gregory Jbara (Garrett Moore)
- Abigail Hawk (Détective Abigail Baker)
- Peter Hermann (Jack Boyle)
- Justin Martin (Jordan Silva)
- Frank Spagnolo (Capitaine Frank)
- J.J. Singleton (David Powell)
- Deborah Offner (Juge Katrina McCarthy)
- Jennifer Restivo (Laura Trent)
- Marisol Sacramento (Lily Rivera)
- Isaac Cruz (Martina Cabrera)
- Eden Marryshow (Mark Rivera)
- Ian Paola (Paco Flores)
- Danny Mastrogiorgio (Détective Freehill)
- Ralph Rodriguez (Richard Turkel)
- Kevin Csolak (Luke Ryder)
- Rob Falcone (Homme à tout faire)
- Jessica Tyler Wright (Reporter)
- David Julian Melendez (Eduardo - Homme du parc)

### Épisode 4:Le Plus Beau Jour de leur vie
- États-Unis /  Canada : 19 octobre 2012 sur CBS / CTV
- Belgique : 13 septembre 2013 sur RTL-TVI
- France : 9 juillet 2016 sur M6

- États-Unis : 10,29 millions de téléspectateurs[17]
- Canada : 1,704 million de téléspectateurs[18]

- Gregory Jbara (Garrett Moore)
- Abigail Hawk (Détective Abigail Baker)
- Nick Turturro (Sergent Renzulli)
- Sebastian Sozzi (Vinny Cruz)
- Robert Clohessy (Sergent Gormley)
- Tony Plana (Président Velverde)
- John Rue (Chef de Département Ed Hines)
- Victor Slezak (Bryce Helfond)
- Gregory Abbey (Enquêteur Davis)
- Shane McRae (Johnny Evans)
- Justine Cotsonas (Alyson Philips)
- Odiseas Georgiadis (Andre Bell)
- Catrina Ganey (Mrs. Bell)
- McKean Rand (Eddie)
- Michelle Wilson (Urgentiste)
- Chris Stadulis (Conducteur de limousine)
- Juan Veza (Garde de Valverde)
- Cary Donaldson (Employé de bureau)
- Victor Cruz (Flores)

### Épisode 5:La Médaille du courage
- États-Unis /  Canada : 26 octobre 2012 sur CBS / CTV
- Belgique : 20 septembre 2013 sur RTL-TVI
- France : 10 juillet 2016 sur M6

- États-Unis : 11,06 millions de téléspectateurs[19]
- Canada : 1,604 million de téléspectateurs[20]

- Gregory Jbara (Garrett Moore)
- Abigail Hawk (Détective Abigail Baker)
- Sebastian Sozzi (Vinny Cruz)
- Robert Clohessy (Sergent Gormley)
- Michelle Hurd (Agent Anne Reynolds de la CIA)
- Mandy Bruno (Antonia Salducci)
- Peter Appel (Joe Salducci)
- Brendan Griffin (Bobby Mulrow)
- Lauren Bittner (Alyssa Mulrow)
- Ben Hyland (Tommy Mulrow)
- Louis Ozawa Changchien (Abdul Sayid)
- Ron Domingo (Jamal Khan)
- Khemali Murray (Officiel du Département pénitentiaire)
- Joe Forbrich (Capitaine de l'ESU)
- Victor Slezak (Chef du Renseignement)
- Young Lee (Karin Naduri)
- Mark Azarcon (Kidnappeur)
- Natalia Segura (Elena Diaz)
- Teddy Sears (Sam Croft)
- William Lex Ham (Malacca Patron)

### Épisode 6:Bad Boy Bradley
- États-Unis /  Canada : 2 novembre 2012 sur CBS / CTV
- Belgique : 20 septembre 2013 sur RTL-TVI
- France : 16 juillet 2016 sur M6

- États-Unis : 11,05 millions de téléspectateurs[21]
- Canada : 1,643 million de téléspectateurs[22]

- Abigail Hawk (Détective Abigail Baker)
- Sebastian Sozzi (Vinny Cruz)
- Reg Rogers (Vance Bradley)
- Nicole Powell (Superviseuse des Patrouilles)
- Savannah Wise (Holly/Rhonda)
- John Rankin (Meech)
- Jon Patrick Walker (Dr Ed Greenfield)
- Ezra Barnes (Dr Ingram)
- Andre Ware (Sergent)
- Judith Delgado (Maude)
- Parisa Fitz-Henley (Lizzy Hughes)
- Mike Massimino (Portier)

### Épisode 7:Halloween vaudou
- États-Unis /  Canada : 9 novembre 2012 sur CBS / CTV
- Belgique : 27 septembre 2013 sur RTL-TVI
- France : 16 juillet 2016 sur M6

- États-Unis : 11,32 millions de téléspectateurs[23]
- Canada : 1,65 million de téléspectateurs[24]

- Gregory Jbara (Garrett Moore)
- Megan Ketch (Kate)
- Sebastian Sozzi (Vinny Cruz)
- Ken Howard (Malcolm)
- Aaron Isaacs (Garde #1)
- Omar Lopez Cepero (Garde #2)
- Vladimir Calixte (Toussaint Lazard)
- Jakob von Eichel (Prêtre)
- Claire Byrne (Naomi/Nonne)
- Victor Cruz (Flores)
- Michael Kennealy (Urgentiste)
- Tawny Cypress (Patrice)
- Gilbert Cruz (Super)
- Uzo Azubo (Infirmière)
- Neil Hellegers (Attendant)
- Thomas Hammond (Monseigneur Milano)
- Kevin O'Rourke (Monseigneur Doonan)
- Thomas Schall (Père Francis Xavier Ainsworth)
- Jean Francois Ogoubiyi (Fidèle 1)
- Phedmos Prophete (Fidèle 2)
- Sean Ringgold (Pierre)
- Spelman Beaberun (Samba)

### Épisode 8:La Bonne Éducation
- États-Unis /  Canada : 30 novembre 2012 sur CBS / CTV
- Belgique : 27 septembre 2013 sur RTL-TVI
- France : 16 juillet 2016 sur M6

- États-Unis : 11,31 millions de téléspectateurs[25]
- Canada : 1,621 million de téléspectateurs[26]

- Gregory Jbara (Garrett Moore)
- Abigail Hawk (Détective Abigail Baker)
- Sebastian Sozzi (Vinny Cruz)
- Robert Clohessy (Sergent Gormley)
- Megan Ketch (Kate)
- Dash Mihok (Eddie Stone)
- Malcolm Gets (Professeur Brian Devlin)
- Tobias Truvillion (Otto Jackson)
- Laura Breckenridge (Dana)
- Walt Frasier (Arnie)
- George Feaster (Sans-abri #1)
- Elena McGhee (Sans-abri #2)
- Bridget Coyne Gabbe (Kelsey)
- Raymond Neil Hernandez (Homme)
- Mike Houston (Policier en Uniforme)
- Renee Bang Allen (Mère de Conor)
- Craig Waletzko (Père de Conor)

### Épisode 9:Un justicier dans la ville
- États-Unis /  Canada : 7 décembre 2012 sur CBS / CTV
- Belgique : 4 octobre 2013 sur RTL-TVI
- France : 16 juillet 2016 sur M6

- États-Unis : 11,17 millions de téléspectateurs[27]
- Canada : 1,687 million de téléspectateurs[28]

- Gregory Jbara (Garrett Moore)
- Abigail Hawk (Detective Abigail Baker)
- Sebastian Sozzi (Vinny Cruz)
- Nick Turturro (Sergent Renzulli)
- Chazz Palminteri (Angelo Gallo)
- John Ventimiglia (Chef du Bureau Anti-Crime Organisé)
- Devin Harjes (Sam Padell - Agresseur)
- Mauricio Leyton (Adrian Baez)
- Anthony Engellis (Michael Reade)
- Sean Dugan (Père Quinn)
- Joseph Melendez (Emilio Flores - Assassin)
- Kathy Searle (Diane Reade)
- Ka-Ling Cheung (Masseuse Asiatique)
- Angela Lin (Traducteur du NYPD)
- Victor Slezak (Chef du Renseignement)
- David Fonteno (Capitaine de l'ESU)
- Ryan Lynn (Anthony Kasper)
- Chinaza Uche (Pete - Bon samaritain)
- Geneva Carr (Sally Burton)
- Chad Lindsey (Officier)
- Sandra Karas (Vieil dame)
- Aldous Davidson (Sketch Artist)
- Cadden Jones (Maitre'd)

### Épisode 10:Pères et fils
- États-Unis /  Canada : 4 janvier 2013 sur CBS / CTV
- Belgique : 4 octobre 2013 sur RTL-TVI
- France : 17 juillet 2016 sur M6

- États-Unis : 10,18 millions de téléspectateurs[29]
- Canada : 1,873 million de téléspectateurs[30]

- Gregory Jbara (Garrett Moore)
- Abigail Hawk (Detective Abigail Baker)
- David Ramsey (Maire Carter Poole)
- Megan Ketch (Kate)
- Robert Clohessy (Sergent Gormley)
- Onika Day (Urgentiste)
- Jason Furlani (Policier en Uniforme)
- Traci Hovel (Petite amie #1)
- Dena Tyler (Petite amie #2)
- Sally Wheeler (Docteur)
- Paul Anthony Stewart (Peter Westlake)
- Neal Huff (Leaf Memphis)
- Preston Sadleir (Clerk)
- Tijuana Ricks (Agent de l'ESU)
- Marcus Callendar (Urgentiste, Bike Path)
- Robin Campbell (Infirmière)
- John Rue (Chef de Département Ed Hines)

### Épisode 11:L'Alternative
- États-Unis /  Canada : 11 janvier 2013 sur CBS / CTV
- Belgique : 11 octobre 2013 sur RTL-TVI
- France : 23 juillet 2016 sur M6

- États-Unis : 11,22 millions de téléspectateurs[31]
- Canada : 1,597 million de téléspectateurs[32]

- Gregory Jbara (Garrett Moore)
- Nick Turturro (Sergent Renzulli)
- David Ramsey (Maire Carter Poole)
- Sebastian Sozzi (Vinny Cruz)
- Susie Essman (Juge Clarice Karl)
- Annabella Sciorra (Dr Grace Meherin)
- Jeremy Bobb (Jonathan Gelman)
- Nicole Coulon (Touriste)
- Antony Hagopian (Gavin Bryant)
- Michael Sirow (Touriste)
- Owiso Odera (Détective Sid Jeffries)
- Matthew Rauch (Lawrence Skolnick)
- Gameela Wright (Reporter 1)
- Margot White (Vanessa Bryant)
- Jennifer Restivo (Laura Trent)
- Bob Jesser (Gérant de bureau)
- Daryl Edwards (Russ Howard)
- Daniel London (Tyler)
- Jessica Ecklund (Connie)
- Duke Valenti (Cycliste meurtrier)
- Susie Stewart Rubio (Femme)

### Épisode 12:Pris au piège
- États-Unis /  Canada : 18 janvier 2013 sur CBS / CTV
- Belgique : 11 octobre 2013 sur RTL-TVI
- France : 23 juillet 2016 sur M6

- États-Unis : 11,64 millions de téléspectateurs[33]
- Canada : 1,678 million de téléspectateurs[34]

- Megan Ketch (Detective Kate Lansing)
- Robert Clohessy (Sergent Gormley)
- Nestor Serrano (Capitaine Derek Elwood)
- Gregory Jbara (Garrett Moore)
- Peter Hermann (John « Jack » Boyle)
- Thom Barry (Assistant du Procureur Saul Ward)
- Michael Kostroff (Mr. Wojcik)
- Wallace Smith (Officier Ritter)
- Jared Zirilli (Val Savecchio)
- Antoinette LaVecchia (Vicky Savecchio)
- Chuck Lewkowicz (Burt)
- Joe Coots (Commandant de l'ESU)
- Brian Munn (Homme d'affaires)

### Épisode 13:La Déesse et les rats
- États-Unis /  Canada : 1er février 2013 sur CBS / CTV
- Belgique : 18 octobre 2013 sur RTL-TVI
- France : 23 juillet 2016 sur M6

- États-Unis : 11,5 millions de téléspectateurs[35]
- Canada : 1,629 million de téléspectateurs[36]

- Abigail Hawk (inspecteur Abigail Baker)
- Gregory Jbara (Garrett Moore)
- David Ramsey (Maire Carter Poole)
- Robert Clohessy (Sergent Gormley)
- Mary Elizabeth Mastrantonio (Sophia Lanza)
- Mark Moses (Curtis Swint)
- Megan Boone (inspecteur Candice McElroy)
- Nicholas Gregory (Stephen)
- McCaleb Burnett (Jimmy Deleo)
- Arnie Burton (Jonathan Sands)
- Onika Day (Urgentiste)
- Ato Essandoh (Darnell Potter)
- Teddy Canez (Député Suarez)
- Jeffrey C. Hawkins (Assistant du Maire)
- Sandie Rosa (Donna Deleo)
- Jason Kravits (Dave Greenwald)
- JC Montgomery (Chief Sinclair)
- Alfred Sauchelli, Jr. (Barman)
- Vincent Pastore (Richie Tomlin)
- Matthew Boston (Eddie Krumfeldt)
- Mark D. Donovan (Producteur)
- Jacob Bila (Jimmy Jr.)
- Rayford Howell (Sergent Spinner)

### Épisode 14:Instinct paternel
- États-Unis /  Canada : 8 février 2013 sur CBS / CTV
- Belgique : 18 octobre 2013 sur RTL-TVI
- France : 23 juillet 2016 sur M6

- États-Unis : 11,24 millions de téléspectateurs[37]
- Canada : 1,656 million de téléspectateurs[38]

- Megan Boone (inspecteur Candice McElroy)
- Luke Kirby (Détective Wolf Landsman)
- David Margulies (Solomon)
- Yuval Boim (Levi)
- Stephen Kunken (Jacob)
- Heather Marie Wolf (Bridget)
- Sarah Steele (Rebecca)
- Richard Masur (Représentant Shapiro)
- Charles Garber (Chef de culte hassidique)
- Melissa Errico (Rivka Morganthal)
- Darren Goldstein (Asher Lefko)
- Cliff Moylan (Policier en Uniforme #1)
- Allen Lewis Rickman (Fidèle hassidique)
- Bruce Altman (Robert Levitt)
- Gregg Bello (Benny Roth)
- Moti Margolin (Huge Hasid)
- Susan Misner (Karen Waters)
- Fyvush Finkel (Moishe)
- Richard Kline (Juge Angioli)
- Belinda Johnson (Femme de Levitt)
- Alice Barden (Procureur)
- Chris Fischer (Policier en Uniforme #2)

### Épisode 15:Terre d'asile
- États-Unis /  Canada : 15 février 2013 sur CBS / CTV
- Belgique : 25 octobre 2013 sur RTL-TVI
- France : 24 juillet 2016 sur M6

- États-Unis : 10,73 millions de téléspectateurs[39]
- Canada : 1,572 million de téléspectateurs[40]

- Abigail Hawk (Détective Abigail Baker)
- Gregory Jbara (Garrett Moore)
- Robert Clohessy (Sergent Gormley)

### Épisode 16:Quid Pro Quo
- États-Unis /  Canada : 22 février 2013 sur CBS / CTV
- Belgique : 25 octobre 2013 sur RTL-TVI
- France : 30 juillet 2016 sur M6

- États-Unis : 11,21 millions de téléspectateurs[41]
- Canada : 1,948 million de téléspectateurs[42]

- Abigail Hawk (Détective Abigail Baker)
- Gregory Jbara (Garrett Moore)
- Robert Clohessy (Sergent Gormley)
- Eric Mabius (Richard Rorke)

### Épisode 17:Bonnie & Clyde
- États-Unis /  Canada : 8 mars 2013 sur CBS / CTV
- Belgique : 1er novembre 2013 sur RTL-TVI
- France : 30 juillet 2016 sur M6

- États-Unis : 10,72 millions de téléspectateurs[43]
- Canada : 1,69 million de téléspectateurs[44]

- Abigail Hawk (Détective Abigail Baker)
- Gregory Jbara (Garrett Moore)
- Marisa Ramirez (Détective Maria Baez)
- Brian Avers (Zachary Danhart)
- Keith Eric Chappelle (Officier Haskins)
- Sarah Wynter (Whitney Robshaw)
- Mark Johannes (Kenneth Harrington)
- Jessica Rothe (Sylvie Freeland)
- Jarod Einsohn (Dylan Sanders)
- Lameece Issaq (Bank Teller)
- Aaron Michael Davies (Professeur #1)
- Enid Graham (Agent Spécial Emily Valko du FBI)
- James Frances Ginty (Agent Spécial Anthony Cook du FBI)
- Audrey Esparza (Jana Garza)
- Louis Vanaria (NJ Teller)
- Amelia Pedlow (Diane Morris)
- Drew McVety (Michael Sanders)
- Grizz Chapman (Tiny Giondo)
- Ben Hollandsworth (Party Promoter)
- Kim Rosen (Polly Wollman)
- Pilar Witherspoon (Infirmière Gleason)

### Épisode 18:Le Poids des regrets
- États-Unis /  Canada : 15 mars 2013 sur CBS / CTV
- Belgique : 1er novembre 2013 sur RTL-TVI
- France : 30 juillet 2016 sur M6

- États-Unis : 10,41 millions de téléspectateurs[45]
- Canada : 1,73 million de téléspectateurs[46]

- Gregory Jbara (Garrett Moore)
- Robert Clohessy (Sergent Gormley)
- Abigail Hawk (Détective Abigail Baker)
- Sebastian Sozzi (Vinny Cruz)
- Marisa Ramirez (Détective Maria Baez)
- Brian Kerwin (Pete Seabrook)
- Beth Chamberlin (Amy Seabrook)
- Boris McGiver (Trevor Holt)
- Lucas Papaelias (Kenneth)
- Liam Campora (Kyle)
- Raul Castillo (Raul)
- Elena Goode (Vicky)
- Sondra James (Retiree Lady)
- Kay Copeland (Rich Girl)
- Chris Werkmeister (Client)
- Jenna Gavigan (Tess)
- Elizabeth Norment (Gail Holt)
- Jenny Fellner (Touriste #1)
- Matthew Mickelson (Touriste #2)
- Usman Ally (Vendeur)
- Robert Montano (Tommy Vasquez)

### Épisode 19:Crise de foi
- États-Unis /  Canada : 5 avril 2013 sur CBS / CTV
- Belgique : 8 novembre 2013 sur RTL-TVI
- France : 30 juillet 2016 sur M6

- États-Unis : 10,99 millions de téléspectateurs[47]
- Canada : 1,661 million de téléspectateurs[48]

- Abigail Hawk (Détective Abigail Baker)
- Nick Turturro (Sergent Renzulli)
- Gregory Jbara (Garrett Moore)
- Sebastian Sozzi (Vinny Cruz)
- Marisa Ramirez (Détective Maria Baez)
- Emily Dann (Kathleen D'Amato)
- Peter Onorati (Vince D'Amato)
- Lenny Platt (Joe Ferraro)
- Sophia Rokhlin (Helen Korth)
- Nasser Faris (Imam Jadid)
- John Rue (Chef de Département Ed Hines)
- Victor Slezak (Chef du Renseignement)
- Joshua Cameron (Salem Haddad)
- Ak Sioud (Mustafa Haddad)
- Michael Elian (Barista)
- Joe Starr (Bill)
- Jennifer Restivo (Médecin-Légiste Laura Trent)
- Adam Monley (Policier #1)
- Mike Houston (Policier #2)
- Rafael Benoit (Pedro Mendoza)

### Épisode 20:Tous les coups sont permis
- États-Unis /  Canada : 12 avril 2013 sur CBS / CTV
- Belgique : 8 novembre 2013 sur RTL-TVI
- France : 6 août 2016 sur M6

- États-Unis : 10,65 millions de téléspectateurs[49]
- Canada : 1,558 million de téléspectateurs[50]

- Marisa Ramirez (Détective Maria Baez)
- Abigail Hawk (Détective Abigail Baker)
- Amy Morton (Amanda Harris)
- Adrienne Warren (Rachel Manning)
- Samantha Buck (Sheri Dean)
- Gregory Keith Lay (Christopher Dean)
- Dana Ashbrook (Tommy Banks)
- Bhavash Patel (Jared Mehra)
- Josh Banks (Russell Wilson)
- Jeff Kim (Billy Chin)
- Liam Joseph Wright (Ethan Bonniello)
- Joseph Riccobene (Larry Bonniello)
- Stewart Steinberg (Salvatore Bonniello)
- Declan Mulvey (Policier en uniforme #1)
- Alicia Harding (Infirmier)
- Brian Roland (Richard)
- Steve Hamm (Policier en uniforme # 2)
- Benton Greene (Policier en uniforme # 3)
- Anthony J. Gallo (Superintendant)
- Ana Berry (Reporter TV)
- Philip Hoffman (Procureur)
- Caroline Grossman (Janie)

### Épisode 21:Le Souffle du diable
- États-Unis /  Canada : 26 avril 2013 sur CBS / CTV
- Belgique : 15 novembre 2013 sur RTL-TVI
- France : 6 août 2016 sur M6

- États-Unis : 10,46 millions de téléspectateurs[51]
- Canada : 1,599 million de téléspectateurs[52]

- Marisa Ramirez (Détective Maria Baez)
- Abigail Hawk (Détective Abigail Baker)
- Zack Robidas (Grasso)
- Peter Hourihan (Parker)
- Grant Monohon (Steve Nathan)
- Brian J. Smith (Robert Carter)
- Robert Kirk (Lieutenant Vance)
- Meg Gibson (Pender)
- Briana Marin (Luisa Salazar)
- Penny McNamee (Marie Grasso)
- Charlotte Sullivan (Jennifer)
- Joe Adams (Robert Young)
- Seth Barrish (Alex Lawlor)
- Stephen Niese (Sneed)
- William Abadie (Alex)
- Andrea Cirie (Miriam Katz)
- Ellie Pettit (Rebecca)
- Gianmarco Soresi (Reporter # 1)
- Esther David (Reporter # 2)
- Kate Eastman (Femme enceinte)
- Joseph Mancuso (Mari)
- Sam Yim (Caissier)
- Nnamudi Amobi (Policier en uniforme)
- Catherine Chadwick (Juge Keller)

### Épisode 22:Le Bout de la ligne(1repartie)
- États-Unis /  Canada : 3 mai 2013 sur CBS / CTV
- Belgique : 15 novembre 2013 sur RTL-TVI
- France : 6 août 2016 sur M6

- États-Unis : 10,02 millions de téléspectateurs[53]
- Canada : 1,469 million de téléspectateurs[54]

- Marisa Ramirez (Détective Maria Baez)
- Abigail Hawk (Abigail Baker)
- Gregory Jbara (Garrett Moore)
- Sebastian Sozzi (Vinny Cruz)
- Nick Turturro (Sergent Renzulli)
- David Ramsey (Maire Poole)
- Joanna Gleason (Grace Newhouse)
- Kamar de los Reyes (Santana)
- Omar Maskati (Hector)
- Ana Noguiera (Nona)
- Jeanette Dilone (Noni)
- Rick Gonzalez (Ricky)
- Brian DeJesus (Orlando)
- Joselin Reyes (Valerie)
- Skylin Rodriguez (Nona petite)
- Elle Catanzarite (Noni petite)

### Épisode 23:Le Bout de la ligne(2epartie)
- États-Unis /  Canada : 10 mai 2013 sur CBS[55] / CTV
- Belgique : 15 novembre 2013 sur RTL TVI
- France : 6 août 2016 sur M6

- États-Unis : 10,3 millions de téléspectateurs[56]
- Canada : 1,513 million de téléspectateurs[57]

- Marisa Ramirez (Détective Maria Baez)
- Joanna Gleason (Grace Newhouse)
- John Rue (Chef de Département Ed Hines)
- Omar Maskati (Hector)
- Ana Noguiera (Nona)
- Victor Slezak (Chief du Renseignement Bryce Helfond)
- Kamar de los Reyes (Santana)
- Gabriel Gutierrez (Carlos)
- Juan Carlos Hernandez (Raul)
- Randall McNeal (Dr Jack Heller)
- Adrian Alvarado (Jorge)
- Gameela Wright (Reporter # 1)
- Veronica Cruz (Marina Santiago)
- Robert Prescott (Détective Crockett)
- Curtiss I'Cook (Détective Jones)
- Gabe Dornan (Officer Pénitentiaire)
- Pernell Walker (Médecin)
- Joselin Reyes (Valerie)
- Brian DeJesus (Orlando)
- Rory Duffy (Policier en uniforme # 1)
- Alexis Suarez (Policier en uniforme # 2)
- Albert Christmas (Policier en uniforme # 3)
- Diane Guerrero (Carmen)
- Heather Edgar (Haut dignitaire municipal)